# Vương tôn William xứ Gloucester
Vương tôn William xứ Gloucester (William Henry Andrew Frederick; 18 tháng 12 năm 1941 – 28 tháng 8 năm 1972) là người con lớn nhất của Vương tử Henry, Công tước xứ Gloucester và Alice, Công tước phu nhân xứ Gloucester. Sinh thời ông là người thừa kế ấn định cho tước hiệu Công tước Gloucester của cha, vào thời điểm sinh ra William xếp thứ 4 trong danh sách kế vị ngai vàng Anh và vào thời điểm ông mất ông là vị trí thứ 9 trong danh sách này.

## Thủa thiếu thời

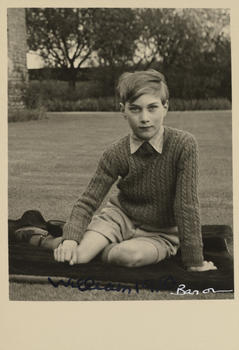
Vương tôn William khi còn là một cậu bé

William Henry Andrew Frederick sinh tại Monken Hadley Common, quận Hertfordshire vào năm 1941 khi nước Anh dưới thời trị vì của người bác, tức George VI. Ông là con trai cả của Vương tử Henry, Công tước xứ Gloucester và Bà Công tước Alice. Cha của William là con trai thứ 3 của Vua George V và mẹ ông là con gái của John Montagu Douglas Scott, Công tước thứ 7 của Buccleuch - đến từ một gia đình có dòng dỗi quý tộc nhiều đời. Là cháu nội của vua Anh tức George V, William nhận được danh hiệu [Vương tôn xứ Gloucester Điện hạ] với kính xưng Royal Highness. Khi sinh ra ông là người thứ 4 trong thứ tự kế vị ngai vàng Anh. Ông được rửa tội trong Nhà nguyện riêng tại Lâu đài Windsor vào ngày 22 tháng 2 năm 1942 bởi Cosmo Gordon Lang, Tổng giám mục Canterbury. Cha mẹ đỡ đầu của ông là George VI, Vương hậu Mary, Vương tôn nữ Helena Victoria, Lady Margaret Hawkins, William Montagu Douglas Scott và Lord Gort. Vì chiến tranh, các tờ báo không xác định được địa điểm thực sự của lễ rửa tội, và thay vào đó nói rằng nó diễn ra tại "một nhà nguyện tư nhân trong nước".
Vào thời điểm William chào đời cha ông, Vương tử Henry đã phải đi thực hiện các nhiệm vụ quân sự, một số tìm ẩn rủi ro đáng kể đến nổi khiến George VI đã viết thư cho em dâu, hứa rằng, nếu có chuyện gì xảy ra với em trai, ông sẽ trở thành người giám hộ của William.
Năm 1947, William là một phù dâu cho người chị họ là Vương nữ Elizabeth (Elizabeth II sau này) trong đám cưới của bà với Philip, Công tước xứ Edinburgh. Năm 1953, ông tham dự lễ đăng quang của Elizabeth II.
Tuổi thơ của William chủ yếu trải qua tại Trang viên Barnwell ở Northamptonshire và sau đó ở Canberra, Úc - nơi cha ông giữ chức vụ Toàn quyền từ năm 1945 đến năm 1947. Sau khi trở về Anh, ông được học tại Trường Wellesley House, một trường dự bị ở Broadstairs và sau đó tại Cao đẳng Eton, nơi ông được nhắc đến trong Eton College Chronicle cho màn trình diễn của mình trong môn cricket cơ sở và đạt được màu áo nhà cho môn bóng đá. Sau khi rời Eton vào năm 1960, ông theo học tại Cao đẳng Magdalene, Cambridge, học lịch sử và tốt nghiệp cử nhân năm 1963, sau đó nâng lên bằng MA vào năm 1968. Sau Cambridge, ông học lấy bằng tú tài tại Đại học Stanford, nghiên cứu khoa học chính trị, lịch sử Hoa Kỳ và kinh doanh.

## Thời thanh niên
William được bạn bè mô tả là người ưa mạo hiểm và liều lĩnh nhưng ấm áp, dịu dàng và cực kỳ hào phóng. Trong tất cả những phẩm chất của ông, thường được nhắc đến nhất là lòng tốt với bạn bè. William đặc biệt tốt với những người bạn "yếu thế, không được lòng người khác hoặc thậm chí hết sức xấu hổ". Địa vị và hoàn cảnh của William cũng ảnh hưởng đến tính cách của ông và đôi khi có thể nói là "ích kỷ một cách mệt mỏi". 
Về gia đình, William tự nhận mình là người vô cùng may mắn so với các thành viên khác trong gia đình vương thất Anh. Ông có mối quan hệ rất thân thiết với cả cha mẹ mình, đặc biệt là với mẹ Alice, Công tước phu nhân xứ Gloucester, người mà William nói, "Bà ấy là một con người và phải có một số lỗi. Nhưng theo như tôi được biết thì bà không có lỗi gì cả". William cũng rất yêu quý cha mình, một người bạn mô tả tình yêu và sự dịu dàng của William dành cho cha là "có sức lan tỏa". William thừa nhận cha mình không thể hạnh phúc khi còn trẻ, do sự giáo dục nghiêm khắc mà ông đã nhận được, vì vậy ông rất biết ơn cha vì sự tự do mà ông đã cho ông trong suốt cuộc đời.

### Các mối quan hệ
Cựu người mẫu kiêm tiếp viên hàng không Zsuzsi Starkloff từng có mối tình lâu năm với William. Lần cuối cùng họ gặp mặt trực tiếp là vào tháng 8 năm 1970, quan hệ với Starkloff được khai thác thêm trong bộ phim tài liệu truyền hình Channel 4 năm 2015, The Other Prince William. Bất chấp sự miễn cưỡng của các thành viên cấp cao trong vương thất trong việc coi mối quan hệ của William với Starkloff. Các tiêu chuẩn về hôn nhân trong hoàng gia vào thời điểm đó đã không còn khắt khe như trước. Vương nữ Margaret, mặc dù không khuyến khích William, nhưng đã thông cảm với ông về vấn đề này, và nói rằng hãy "đợi một chút" và "xem mọi thứ như thế nào" khi trở về Anh. Hơn nữa, khi trở lại Anh, Starkloff đến ở với gia đình William tại Trang viên Barnwell, nơi cha mẹ anh rất tốt bụng với cô. Ý định của William về mối quan hệ với Starkloff là không rõ ràng. Vào năm trước khi William mất, ông đã trả lời phỏng vấn Audrey Whiting cho tờ Sunday Mirror, trong đó ông tuyên bố rằng nếu ông kết hôn, ông sẽ kết hôn một người phụ nữ không chỉ phù hợp với ông mà còn phù hợp với "con mắt của người khác" tức "các thành viên trong gia đình". 
Vào đầu những năm 1970, William bắt đầu mối quan hệ với người đã ly hôn Nicole Sieff (nhũ danh Moschietto), người có hai con trai từ cuộc hôn nhân của cô với Jonathan Sieff.

### Sức khỏe
Không lâu trước khi chuyển đến Tokyo vào tháng 8 năm 1968, William đã được bác sĩ của Không quân Hoàng gia Anh, Headly Bellringer, kiểm tra sức khỏe theo yêu cầu của mẹ ông. William nói với bác sĩ rằng ông bị bệnh vàng da, bắt đầu từ tháng 12 năm 1965 và kéo dài vài tháng. Ông đã nhận thấy rằng da của mình dễ bị phát ban phồng rộp, đặc biệt là khi tiếp xúc với ánh nắng mặt trời. Bellringer chẩn đoán sơ bộ bệnh porphyria, kê đơn kem chống nắng và nói rằng William cần tránh một số loại thuốc. Mặc dù ông đã biết trước về chứng rối loạn chuyển hóa porphyrin của những thành viên gia đình trong vương thất, Ida Macalpine và Richard Hunter nói rằng với William rằng "Hoàng tử hãy cố gắng không để nó ảnh hưởng đến bản thân... với tất cả các triệu chứng, tôi không còn lựa chọn nào khác ngoài việc chẩn đoán tình trạng của cậu là bệnh por porria. "William sau đó đã được các bác sĩ huyết học tại Bệnh viện Addenbrooke ở Cambridge và cả Giáo sư Ishihara ở Tokyo kiểm tra, cả hai đều kết luận rằng ông đã mắc chứng porphyria đa dạng, sau đó thuyên giảm.
Một thành viên của gia đình vương thất Anh được chẩn đoán mắc bệnh porphyria đã làm tăng thêm độ tin cậy - lần đầu tiên được đề xuất bởi Giáo sư Macalpine vào cuối những năm 1960 - rằng porphyria là nguồn gốc gây ra bệnh tật cho cả Nữ hoàng Mary I (tổ tiên của cha mẹ William) và của George III của Anh, chứng rối loạn đã được di truyền bởi một số thành viên của vương thất Anh, Phổ và một số công quốc khác của Đức.

## Sự nghiệp
Sau khi trở về Anh, Vương tôn William đã đảm nhận vị trí tại Lazards, một ngân hàng thương mại. 
William là thành viên thứ hai của vương thất Anh làm việc trong ngành công vụ hoặc cơ quan ngoại giao (người đầu tiên là chú của ông, Vương tử George, Công tước xứ Kent vào những năm 1920). Ông gia nhập Văn phòng Khối thịnh vượng chung vào năm 1965 và được cử đến Lagos với tư cách là thư ký thứ ba tại Ủy viên cao cấp của Anh. Năm 1968, ông chuyển đến Tokyo làm bí thư thứ hai (thương mại) tại Đại sứ quán Anh. 
Đến năm 1970, sức khỏe của cha ông, Công tước xứ Gloucester, trở nên nguy kịch sau những cơn đột quỵ. William không còn lựa chọn nào khác ngoài việc từ chức ngành ngoại giao và trở về Anh để quản lý công việc của cha mình, đồng thời đảm nhận công việc toàn thời gian của một vương tôn trong vương thất. Trên đường trở về, ông đại diện cho Nữ hoàng Elizabeth II tại các lễ kỷ niệm đánh dấu việc Tonga chấm dứt tư cách là một quốc gia được bảo hộ. Trong hai năm tiếp theo, ông quản lý Trang viên Barnwell và bắt đầu thực hiện các nghĩa vụ công ích với tư cách là một thành viên của hoàng gia. 
Ngoài việc đảm nhận nhiều công việc mà cha ông, Vương tử Henry, Công tước xứ Gloucester không thể thực hiện được nữa, William còn đặc biệt quan tâm đến tổ chức St John Ambulance, nơi ông ngày càng tích cực hoạt động. Ông cũng là Chủ tịch Hiệp hội những người ủng hộ Liên đoàn Trượt tuyết Quốc gia, Hiệp hội Magdalene (Cambridge), Ủy ban Du lịch East Midlands và Hiệp hội Hoàng gia Châu Phi. Sự bảo trợ của ông bao gồm Viện Nhân chủng học Hoàng gia Anh, Hiệp hội Khám phá Trường học Anh và Hiệp hội Bảo tồn Đường sắt Talyllyn.
Vương tôn William trong một số trường hợp phục vụ với tư cách là Cố vấn Nhà nước thay cho người chị họ của ông, Elizabeth II.

## Qua đời
Là một phi công được cấp phép và là Chủ tịch của Trung tâm Hàng không Hạng nhẹ Anh, William sở hữu một số máy bay và tham gia các cuộc đua trình diễn hàng không nghiệp dư. Vào ngày 28 tháng 8 năm 1972, khi ông đang thi đấu tại Goodyear International Air Trophy tại Halfpenny Green gần Dudley. Vyrell Mitchell - một phi công khác mà William thường đua cùng - được liệt kê là một hành khách. Ngay sau khi cất cánh và khi đang ở độ cao rất thấp, chiếc Piper Cherokee đột ngột lao về phía cảng; có sự gia tăng đáng kể về tốc độ rẽ và mất độ cao tương ứng. Cánh của máy bay va vào một thân cây bị đứt lìa và chiếc máy bay mất kiểm soát bị lật và đâm vào một bờ đất, bốc cháy. Cả William và Mitchell đều đã mất mạng trong vụ tai nạn này. Vụ tai nạn xảy ra trước 30.000 khán giả, ngọn lửa mất hai giờ để kiểm soát và các thi thể được xác định trong cuộc điều tra vào ngày hôm sau từ hồ sơ nha khoa. 
Vương tử Henry, sức khỏe yếu vào thời điểm này nên tin tức về sự qua đời của William không được mẹ ông tiết lộ. Sau đó, bà thừa nhận trong hồi ký của mình rằng tuy bà không làm vậy, nhưng Vương tử Henry bằng cách nào đó đã có thể đã biết về cái chết của con trai mình trước khi được truyền thông đưa tin. 
William được chôn cất tại Khu chôn cất Hoàng gia, Frogmore. Ngôi trường tổng hợp ở Oundle, mà ông mở vào năm 1971, được đổi tên thành Prince William School để tưởng nhớ ông. Di chúc của ông được niêm phong tại London sau khi ông qua đời vào năm 1972. Tài sản của ông trị giá 416.001 bảng Anh (tương đương 3,9 triệu bảng vào năm 2022 khi điều chỉnh theo lạm phát).
William là người thừa kế ấn định cho tước vị Công tước xứ Gloucester, Bá tước Ulster và Nam tước Cullodencủa cha mình. Sau khi ông qua đời, em trai của ông là Vương tôn Richard đã trở thành người thừa kế rõ ràng và kế vị những tước vị này vào năm 1974. William là người cháu đầu tiên của vua George V và Vương hậu Mary qua đời.

## Tước hiệu

### Tước vị
- 18 tháng 12 năm 1941 – 28 tháng 8 năm 1972: His Royal Highness Prince William of Gloucester (Vương tôn William xứ Gloucester Điện hạ)

### Danh dự
- Counsellor of State, (1962 - 1971)
- Knight of Justice of the Order of St John (KStJ), 1971
- Commander-in-Chief of the St John Ambulance Brigade, 1968
- Fellow of the Royal Geographical Society (FRGS), 1971